# 远程支付
远程支付（英語：remote payment）是通过向远端发送支付或转账指令（如网银、电话银行、移动手机支付、ATM转账等）或借助支付工具（如通过邮寄、汇款）进行的支付方式。对照现场支付。
用户使用移动设备、近距离传感技术或者互联网就可以向银行等金融机构发送支付指令，金融机构在接收到指令之后就会产生货币支付和资金转移的行为，至此就完成了整个移动支付的流程。